# John Charles Meyer
John Charles Meyer (...) è un attore statunitense.

## Filmografia parziale

### Cinema
- Kontrast, regia di LazReal Lison (2009)
- The Taqwacores, regia di Eyad Zahra (2010)
- The Millennium Bug, regia di Kenneth Cran (2011)
- Savaged, regia di Michael S. Ojeda (2013)
- Our Boys, regia di Leonardo Ricagni (2013)

### Televisione
- Buried Alive - miniserie TV (2007)
- iCarly - serie TV, episodio 1x13 (2008)
- Zoey 101 - serie TV, episodio 4x12 (2008)
- The Forgotten - serie TV, episodio 1x01 (2009)
- The Big Time Show - serie TV, 5 episodi (2009)
- CSI: NY - serie TV, episodio 6x12 (2010)
- Southland - serie TV, episodio 3x06 (2011)
- Mike & Molly - serie TV, episodio 2x05 (2011)
- Awakening - film per la televisione, regia di David Von Ancken (2011)
- Devil's Coursers - serie TV, 17 episodi (2012-2014)
- Anger Management - serie TV, episodio 2x61 (2014)
- Mom - serie TV, episodio 2x16, 2x20 (2015)
- The Vampire Diaries - serie TV, episodio 7x07 (2015)
- Hawaii Five-0 - serie TV, episodio 6x02 (2015)
- NCIS - Unità anticrimine (NCIS) - serie TV, episodio 14x08 (2016)
- Pub Quiz - film TV, regia di Spencer Wellis (2016)
- Lucifer - serie TV, episodio 3x11 (2018)
- A Girl Named Jo - serie TV, 10 episodi (2018-2019)
- Summer Camp - serie TV, episodio 6x23 (2023)
- Saint X - serie TV, episodi 1x01-1x02-1x03 (2023)

## Doppiatori italiani
Nelle versioni in italiano delle opere in cui ha recitato, John Charles Meyer è stato doppiato da:
- Luca Bottale in iCarly
- Alessandro Ballico in CSI: NY
- Paolo De Santis in Anger Management
- Francesco Bulckaen in The Vampire Diaries
- Patrizio Cigliano in Hawaii Five-0
- Roberto Certomà in NCIS - Unità anticrimine
- Roberto Draghetti in Lucifer